# 네오 안젤리크
《네오 안젤리크》(ネオ アンジェリーク)는 코에이가 제작한 여성향 연애 시뮬레이션 게임이다.

## 개요
안젤리크 시리즈의 다섯번째 작품이지만, 등장 캐릭터나 성우가 일신 되고 있기 때문에 실질 신작에 가깝다.

## 내용
「아르카디아」를 무대로, 주인공 안젤리크가「오브 헌터」되어 4명의 남성들과 함께 마귀「죽음의 충동」· 악마「일렉트로닉 보스」와 싸워 나가는 스토리. 전작까지는 여왕 후보가 되어 별을 육성해 나가는 시뮬레이션 게임인 것에 비해, 지금 작은 오브헌터로서 여러 가지 의뢰를 받아 다양한 장소에 가 이벤트를 해내거나 전투를 하거나 하는 등, RPG색이 짙게 제작되었다.

## 등장인물
안젤리크
성우 : 엔도 아야(※애니메이션·드라마 CD만)
16세. 이야기의 주인공. 의사가 되기 위해 성실하게 노력중인 극히 평범한 소녀이다. 어느날 갑자기 자신을 '여왕의 알'이라 부르며 나타난 청년에 의해 그 운명이 크게 뒤바뀌게 되는데...
레인
성우 : 타카하시 히로키
18세. 세상에 널리 알려져 있는 젊은 천재 과학자. 지금은 실전된 고대의 기술 '아티팩트'를 전문으로 연구해 왔으나, 지금은 모종의 이유로 인해 어떤 연구시설에도 소속되어 있지 않은 상태이다.
닉스
성우 : 오오카와 토오루
26세. 풍부한 재력과 인맥을 지니고 있는 마을의 명사로, '양지 저택'의 주인이기도 하다.
제이드
성우 : 오노사카 마사야
20세. 타나토시를 쓰러뜨리면서 아르카디아를 여행하고 있는 청년.
휴가
성우 : 오노 다이스케
22세. 몇 년 전까지는 은수기사단에 소속되어 있던 기사였지만, 지금은 자신의 신분을 내던지고 어떤 목적에 위해서 아르카디아를 여행하고 있다.
르네
성우 : 야마구치 캇페이, 타카모리 나오(유년 시절)
15세. 셀레스티아 교단에 소속되어 있는 은수기사단의 견습기사 소년.
베르나르
성우 : 히라카와 다이스케
30세. 쾌할한 분위기의 신문기자.
마티어스
성우 : 쿠스노키 타이텐, 아사노 마유미(어린 시절)
28세. 신앙심으로 뭉친 성직자로 셀레스티아 교단을 지휘하는 교단장이기도 하다.
에렌프리트
성우 : 이리노 미유
14세. 아티택트 재단에서 타나토스에 대항할 수 있는 병기를 개발하는 프로젝트를 지휘하고 있다.
제트
성우 : 나카무라 유이치
20세. 아티팩트 재단에서 일하고 있는 청년으로, 에렌프리트에게 절대적으로 복종한다.
로슈
성우 : 키무라 료헤이
17세. 돈과 여자를 무척 밝히는 신출귀몰한 정보상.

## 게임

### 출시
네오 안젤리크
2006년 3월 6일에 발매한 PS2용 게임이다.
네오 안젤리크 풀 보이스판
2008년 3월 27일에 발매한 PS2용 게임이다.
네오 안젤리크 스페셜판
2008년 9월 20일에 발매한 PSP용 게임이다.

## 만화
카도카와 쇼텐의 월간 Asuka에서 연재중이다. 원작 게임의 캐릭터 디자인을 담당한 카지야마 미카가 만화를 그리고 있다. 2006년 4월호부터 연재를 시작했으며, 현재 5권(완결)까지 발행하였다.
- 지음: 카지야마 미카
- 퍼냄: 카도카와 쇼텐
- 한국어판
  - 옮긴이: 서수진
  - 퍼냄: 대원씨아이

1. 2009년 4월 15일　(ISBN 978-89-252-4203-3)
2. 2009년 5월 15일　(ISBN 978-89-252-4381-8)
3. 2009년 6월 15일　(ISBN 978-89-252-4549-2)
4. 2009년 7월 15일　(ISBN 978-89-252-4652-9)
5. 2009년 8월 15일　(ISBN 978-89-252-4784-7)